# Lee Aronsohn
Lee Aronsohn (Estados Unidos, 15 de diciembre de 1952) es un guionista, compositor, productor y director de televisión estadounidense.
Para televisión ha escrito numerosas series de comedia de situación, las cuales se ha convertido en un guionista de prestigio tanto nacional como internacional, con The Love Boat,  Who's the Boss?, Murphy Brown, Grace Under Fire, Cybill y entre las que cabe destacar The Big Bang Theory y algunos episodios de CSI: Crime Scene Investigation.
En el año 2003, creó junto al guionista, director y productor Chuck Lorre, la serie de gran prestigio Two and a Half Men (Dos hombres y medio), de la que son los productores ejecutivos y también de la que ha creado la música original de la cabecera y consecutivamente suele escribir algunos de sus guiones.